# Ian Crocker
Ian Crocker (n. 31 august 1982, Portland, Maine, SUA) este un înotător ce a reprezentat Statele Unite ale Americii, medaliat olimpic. A participat la 3 ediții ale Jocurilor Olimpice (2000, 2004, 2008) în care a câștigat 6 medalii de aur, o medalie de argint și o medalie de bronz.